# Autoroute A480

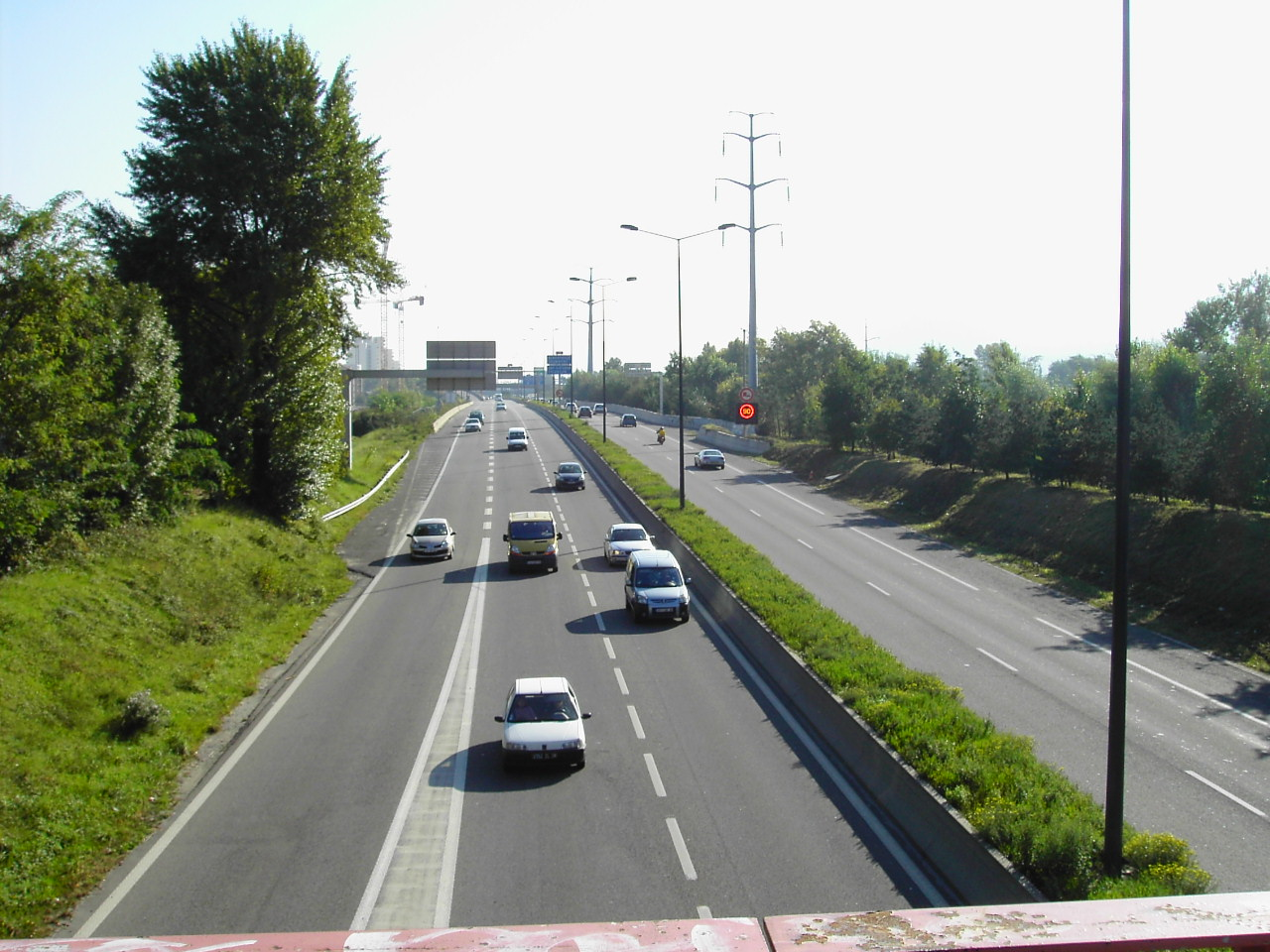
Immagine della A480

L'autostrada A480 è una bretella di collegamento, con carreggiate separate e a due corsie per senso di marcia più corsia di emergenza, che congiunge la A48 Lione-Grenoble, nei pressi di Saint-Martin-le-Vinoux, all'A51, a sud di Claix, entrambe località dell'agglomerazione di Grenoble.
Esattamente al confine tra i comuni di Grenoble ed Échirolles, la tangenziale ovest A480 funge da innesto per la Rocade Sud, N87, la tangenziale sud di Grenoble, con caratteristiche autostradali e a due corsie per senso di marcia, che prosegue immettendosi, a nord-est, sulla A41, Grenoble-Chambéry-Annecy.